# Galgenloch
Das Naturschutzgebiet Galgenloch befindet sich auf dem Gebiet der Gemeinden Bad Bellingen und Schliengen im Landkreis Lörrach.

## Kenndaten
Das Naturschutzgebiet wurde mit Verordnung des Regierungspräsidiums Freiburg vom 1. Februar 1996 ausgewiesen und hat eine Größe von  11,7796 Hektar. Es wird unter der Schutzgebietsnummer 3.218 geführt. Der CDDA-Code für das Naturschutzgebiet lautet 163193  und entspricht der WDPA-ID.

## Lage und Beschreibung
Das Naturschutzgebiet Galgenloch befindet sich auf dem Gebiet der Gemeinde Bad Bellingen auf der Gemarkung Bellingen mit  10,0492 ha und der Gemeine Schliengen auf der Gemarkung Schliengen mit 1,7303 ha.

Das Naturschutzgebiet ist ein Komplex aus gefährdeten Lebensräumen verschiedener Ausprägung wie naturnahe, seltene naturnahe
Trockenwälder, Hecken, Halbtrockenrasen, Magerwiesen und Streuobstwiesen in extensiver Nutzung.
Es ist Lebensraum zahlreicher seltener und gefährdeter Tier- und Pflanzenarten.

## Schutzzweck
Schutzzweck des Naturschutzgebietes ist die Erhaltung von
- gefährdeten Lebensräumen unterschiedlicher Ausprägung wie Halbtrockenrasen, Trockengebüsch und lückiger Trockenvegetation;
- extensiv bewirtschafteten Ackerflächen mit seltenen und gefährdeten Ackerwildkräutern als kulturhistorisches Dokument einer ehemaligen Bewirtschaftungsweise;
- Lebensräumen zahlreicher seltener und gefährdeter Tier - und Pflanzenarten, insbesondere vieler Orchideenarten.

## Arteninventar
Im Naturschutzgebiet Galgenloch wurde folgende Arten erfasst:
- Geradflügler

Mantis religiosa (Gottesanbeterin), Metrioptera bicolor (Zweifarbige Beißschrecke), Oedipoda caerulescens (Blauflügelige Ödlandschrecke), Omocestus ventralis (Buntbäuchiger Grashüpfer), Platycleis albopunctata (Westliche Beißschrecke), Stenobothrus lineatus (Heidegrashüpfer)
- Höhere Pflanzen/Farne

Ajuga chamaepitys (Gelber Günsel), Allium carinatum (Gekielter Lauch), Allium sphaerocephalon (Kugel-Lauch), Anacamptis pyramidalis (Hundswurz), Anagallis foemina (Blauer Gauchheil), Aquilegia vulgaris agg. (Artengruppe Gewöhnliche Akelei), Artemisia absinthium (Wermut), Aster amellus (Kalk-Aster), Blackstonia acuminata (Später Bitterling), Camelina microcarpa (Kleinfrüchtiger Leindotter), Carlina vulgaris agg. (Artengruppe Gewöhnliche Eberwurz), Centaurea cyanus (Echte Kornblume), Centaurea stoebe (Rispen-Flockenblume), Centaurium erythraea (Echtes Tausendgüldenkraut), Consolida regalis (Acker-Rittersporn), Dictamnus albus (Diptam), Digitalis lutea (Gelber Fingerhut), Epipactis helleborine agg. (Artengruppe Breitblättrige Stendelwurz), Eryngium campestre (Feld-Mannstreu), Euphorbia seguieriana (Steppen-Wolfsmilch), Gymnadenia conopsea (Mücken-Händelwurz), Hippophae rhamnoides (Sanddorn), Inula salicina (Weiden-Alant), Kickxia elatine (Echtes Tännelleinkraut), Lathyrus aphaca (Ranken-Platterbse), Legousia speculum-veneris (Gewöhnlicher Frauenspiegel), Listera ovata (Großes Zweiblatt), Lithospermum officinale (Echter Steinsame), Lotus maritimus (Gelbe Spargelerbse), Medicago minima (Zwerg-Schneckenklee), Melampyrum arvense (Acker-Wachtelweizen), Muscari neglectum (Übersehene Traubenhyazinthe), Myosotis ramosissima (Hügel-Vergißmeinnicht), Ophioglossum vulgatum (Gewöhnliche Natternzunge), Ophrys apifera (Bienen-Ragwurz), Ophrys holoserica (Hummel-Ragwurz), Ophrys sphegodes agg. (Artengruppe Spinnenragwurz), Orchis militaris (Helm-Knabenkraut), Orchis ustulata (Brand-Knabenkraut), Orobanche alba (Weiße Sommerwurz), Petrorhagia prolifera (Sprossende Felsennelke), Platanthera bifolia (Weiße Waldhyazinthe), Populus alba (Silber-Pappel), Populus nigra (Schwarz-Pappel), Primula veris (Arznei-Schlüsselblume), Quercus pubescens (Echte Flaum-Eiche), Silene noctiflora (Acker-Leimkraut), Stachys annua (Einjähriger Ziest), Teucrium botrys (Trauben-Gamander), Teucrium montanum (Berg-Gamander), Ulmus minor (Feld-Ulme)
- Reptilien

Anguis fragilis (Blindschleiche), Lacerta agilis (Zauneidechse)
- Schmetterlinge

Melanargia galathea (Schachbrett)
- Vögel

Anthus trivialis (Baumpieper), Corvus frugilegus (Saatkrähe), Cuculus canorus (Kuckuck), Oriolus oriolus (Pirol), Phylloscopus trochilus (Fitis), Streptopelia turtur (Turteltaube)